# Karujärv
A Karujärv (magyarul: Medve-tó) tó Észtországban, Saaremaa nyugati részén, Kära várostól 4,5 km-re északnyugatra.
A tó vízfelülete 346 ha, a szigeteket is beleszámítva 350 ha. Legnagyobb mélysége 5,5 m. A vízfelszín tengerszint feletti magassága 32,2 m. A tóban öt kisebb sziget található.
A víz rákban gazdag. Emellett sügér, csuka, különféle keszegfajták, compó, maréna és a botos kölönte is megtalálható a vízben.
Partja homokos, strandolásra alkalmas. A tó környéke a szovjet időszakban a légierő gyakorló lőtere volt. A tóban még napjainkban is találhatók fel nem robbant bombák.